# Товмень
Товмень, Товмен — річка в Україні, в Малинському районі Житомирської області. Ліва притока Студеня (басейн Дніпра).

## Опис
Довжина річки приблизно 4,3 км.

## Розташування
Бере початок у Старих Вороб'ях. Тече переважно на південний схід і на північному сході від Нових Вороб'їв впадає у річку Студень, ліву притоку Різні.